# Diewiatkino (stacja kolejowa)
Diewiatkino (ros. Девяткино) – stacja kolejowa w miejscowości Murino, w rejonie wsiewołożskim, w obwodzie leningradzkim, w Rosji. Położona jest na linii z Dworca Fińskiego do Chijtoły.
Stacja jest częścią węzła przesiadkowego – pośrodku niej znajduje się stacja petersburskiego metra Diewiatkino, która dzieli dwa perony ze stacją kolejową. Obok znajduje się dworzec autobusowy.

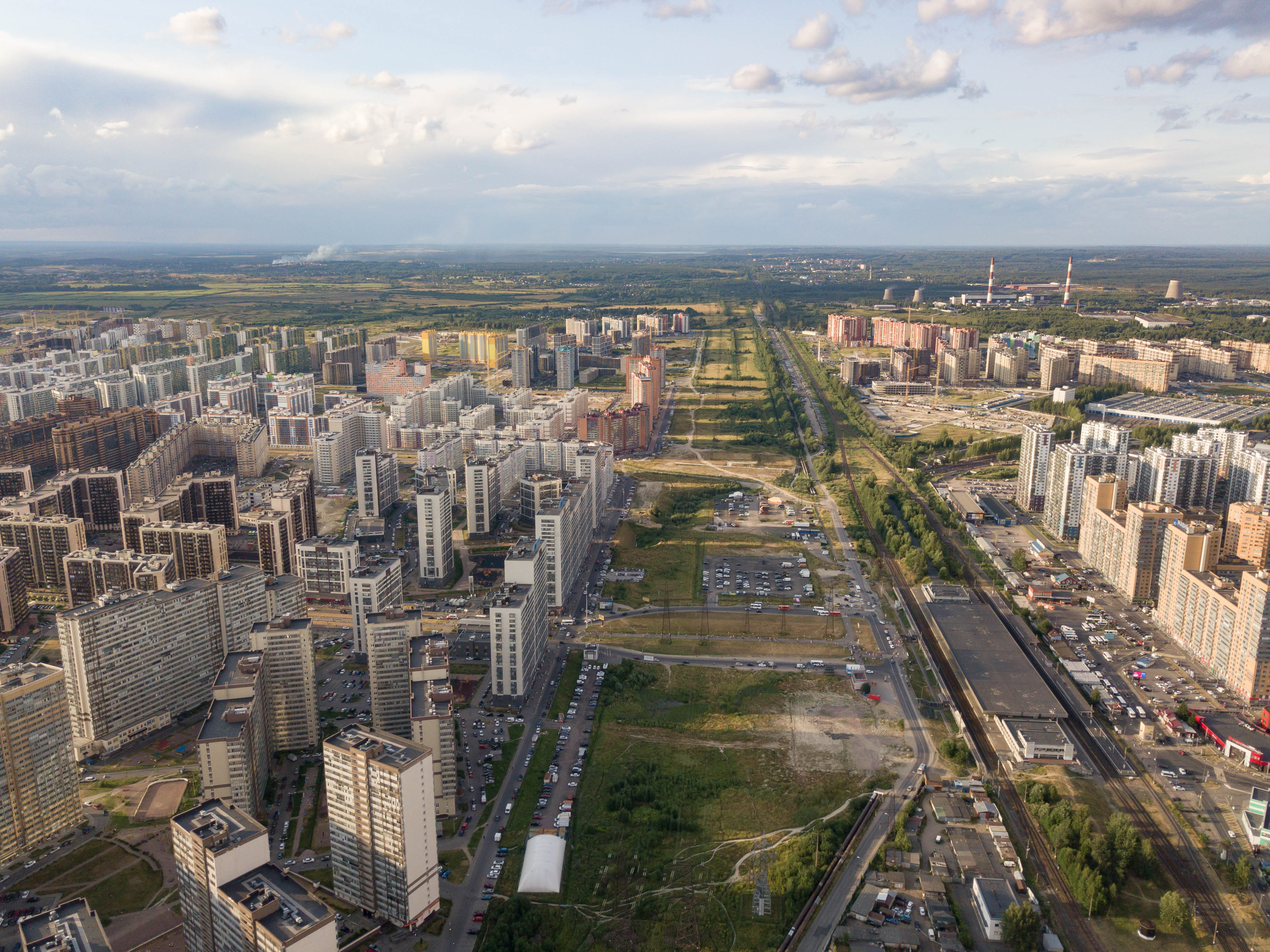
stacja z lotu ptaka; widok w stronę Chijtoły